# Manchester United F.C. mùa bóng 1905–06
Mùa giải 1905-06 là mùa giải thứ 14 của Manchester United trong Liên đoàn bóng đá. United hoàn thành mùa giải với vị trí thứ 2 và giành quyền thăng hạng lên Giải bóng đá hạng nhất trong mùa giải 1906–07. Tại giải FA Cup, United lọt vào vòng đấu thứ tư và Đội bóng bị đánh bại bởi Woolwich Arsenal.

## Giải bóng đá hạng hai (Second Division)
| Thời gian            | Đối thủ              | H/A | Tỷ số Bt-Bb | Cầu thủ ghi bàn                          | Số lượng khán giả |
| -------------------- | -------------------- | --- | ----------- | ---------------------------------------- | ----------------- |
| 2 tháng 9 năm 1905   | Bristol City         | H   | 5–1         | Sagar (3), Beddow, Picken                | 25,000            |
| 4 tháng 9 năm 1905   | Blackpool            | H   | 2–1         | Peddie (2)                               | 7,000             |
| 9 tháng 9 năm 1905   | Grimsby Town         | A   | 1–0         | Sagar                                    | 6,000             |
| 16 tháng 9 năm 1905  | Glossop              | A   | 2–1         | Bell, Beddow                             | 7,000             |
| 23 tháng 9 năm 1905  | Stockport County     | H   | 3–1         | Peddie (2), Sagar                        | 15,000            |
| 30 tháng 9 năm 1905  | Blackpool            | A   | 1–0         | Roberts                                  | 7,000             |
| 7 tháng 10 năm 1905  | Bradford City        | H   | 0–0         |                                          | 17,000            |
| 14 tháng 10 năm 1905 | West Bromwich Albion | A   | 0–1         |                                          | 15,000            |
| 21 tháng 10 năm 1905 | Leicester Fosse      | H   | 3–2         | Peddie (2), Sagar                        | 12,000            |
| 25 tháng 10 năm 1905 | Gainsborough Trinity | A   | 2–2         | Bonthron (2)                             | 4,000             |
| 28 tháng 10 năm 1905 | Hull City            | A   | 1–0         | Picken                                   | 14,000            |
| 4 tháng 11 năm 1905  | Lincoln City         | H   | 2–1         | Picken, Roberts                          | 15,000            |
| 11 tháng 11 năm 1905 | Chesterfield         | A   | 0–1         |                                          | 15,000            |
| 18 tháng 11 năm 1905 | Burslem Port Vale    | H   | 3–0         | Beddow, Peddie, own goal                 | 8,000             |
| 25 tháng 11 năm 1905 | Barnsley             | A   | 3–0         | Beddow, Picken, own goal                 | 3,000             |
| 2 tháng 12 năm 1905  | Clapton Orient       | H   | 4–0         | Peddie (2), Picken (2)                   | 12,000            |
| 9 tháng 12 năm 1905  | Burnley              | A   | 3–1         | Beddow, Peddie, Picken                   | 8,000             |
| 23 tháng 12 năm 1905 | Burton United        | A   | 2–0         | Schofield (2)                            | 5,000             |
| 25 tháng 12 năm 1905 | Chelsea              | H   | 0–0         |                                          | 35,000            |
| 30 tháng 12 năm 1905 | Bristol City         | A   | 1–1         | Roberts                                  | 18,000            |
| 6 tháng 1 năm 1906   | Grimsby Town         | H   | 5–0         | Beddow (3), Picken (2)                   | 10,000            |
| 15 tháng 1 năm 1906  | Leeds City           | H   | 0–3         |                                          | 6,000             |
| 20 tháng 1 năm 1906  | Glossop              | H   | 5–2         | Picken (2), Beddow, Peddie, Williams     | 7,000             |
| 27 tháng 1 năm 1906  | Stockport County     | A   | 1–0         | Peddie                                   | 15,000            |
| 10 tháng 2 năm 1906  | Bradford City        | A   | 5–1         | Beddow (2), Roberts, Schofield, Wombwell | 8,000             |
| 17 tháng 2 năm 1906  | West Bromwich Albion | H   | 0–0         |                                          | 30,000            |
| 3 tháng 3 năm 1906   | Hull City            | H   | 5–0         | Picken (2), Peddie, Sagar, Schofield     | 30,000            |
| 17 tháng 3 năm 1906  | Chesterfield         | H   | 4–1         | Picken (3), Sagar                        | 16,000            |
| 24 tháng 3 năm 1906  | Burslem Port Vale    | A   | 0–1         |                                          | 3,000             |
| 29 tháng 3 năm 1906  | Leicester Fosse      | A   | 5–2         | Peddie (3), Picken, Sagar                | 5,000             |
| 31 tháng 3 năm 1906  | Barnsley             | H   | 5–1         | Sagar (3), Bell, Picken                  | 15,000            |
| 7 tháng 4 năm 1906   | Clapton Orient       | A   | 1–0         | Wall                                     | 8,000             |
| 13 tháng 4 năm 1906  | Chelsea              | A   | 1–1         | Sagar                                    | 60,000            |
| 14 tháng 4 năm 1906  | Burnley              | H   | 1–0         | Sagar                                    | 12,000            |
| 16 tháng 4 năm 1906  | Gainsborough Trinity | H   | 2–0         | Allan (2)                                | 20,000            |
| 21 tháng 4 năm 1906  | Leeds City           | A   | 3–1         | Allan, Peddie, Wombwell                  | 15,000            |
| 25 tháng 4 năm 1906  | Lincoln City         | A   | 3–2         | Allan (2), Wall                          | 1,500             |
| 28 tháng 4 năm 1906  | Burton United        | H   | 6–0         | Sagar (2), Picken (2), Peddie, Wall      | 16,000            |

| # | Câu lạc bộ        | Tr | T  | H | B | Bt | Bb | Hs | Điểm |
| - | ----------------- | -- | -- | - | - | -- | -- | -- | ---- |
| 1 | Bristol City      | 38 | 30 | 6 | 2 | 83 | 28 | 55 | 66   |
| 2 | Manchester United | 38 | 28 | 6 | 4 | 81 | 30 | 51 | 62   |
| 3 | Chelsea           | 38 | 22 | 9 | 7 | 90 | 37 | 53 | 53   |

## FA Cup
Manchester United bước vào giải FA Cup trong mùa giải 1905-1906 ở Vòng đầu tiên và đã được rút thăm chơi trên sân nhà để tiếp đón Staple Hill vào ngày 13 tháng 1 năm 1906. United chiếm ưu thế trận đấu, chiến thắng 7-2 với một hat-trick từ Clem Beddow và hai bàn thắng của Jack Picken; Jack Allan và Harry Williams ghi được hai bàn thắng còn lại. Tại vòng thứ hai, United đã được rút thăm chơi trên sân nhà để tiếp Norwich City vào ngày 3 tháng 2 năm 1906. United chiến thắng Đội bóng Chim yến với tỷ số 3-0; các bàn thắng được ghi bởi Alex Downie, Jack Peddie và Charlie Sagar. The Reds đối mặt với Aston Villa trên sân nhà tại vòng 3 vào ngày 24 tháng 2. Có 35,500 người hâm mộ theo dõi United đánh bại Villa 5-1 để vào vòng thứ tư lần đầu tiên trong lịch sử của họ; Picken lập được một hat-trick cho United, trong khi Sagar ghi được hai bàn thắng. United đã được rút thăm chơi trên sân nhà để tiếp đón Woolwich Arsenal tại vòng 4. Trận đấu được diễn ra vào ngày 10 tháng 3, nhưng hai bàn thắng của Peddie và Sagar không đủ giúp United đi tiếp và Arsenal tiến vào vòng sau với ba bàn thắng của riêng mình.
| Thời gian           | Vòng đấu      | Đối thủ          | H/A | Tỷ số Bt-Bb | Cầu thủ ghi bàn                         | Số lượng khán giả |
| ------------------- | ------------- | ---------------- | --- | ----------- | --------------------------------------- | ----------------- |
| 13 tháng 1 năm 1906 | Vòng đầu tiên | Staple Hill      | H   | 7–2         | Beddow (3), Picken (2), Allan, Williams | 7,560             |
| 3 tháng 2 năm 1906  | Vòng 2        | Norwich City     | H   | 3–0         | Downie, Peddie, Sagar                   | 10,000            |
| 24 tháng 2 năm 1906 | Vòng 3        | Aston Villa      | H   | 5–1         | Picken (3), Sagar (2)                   | 35,500            |
| 10 tháng 3 năm 1906 | Vòng 4        | Woolwich Arsenal | H   | 2–3         | Peddie, Sagar                           | 26,500            |

## Thống kê Đội bóng
| Vị trí | Tên                 | Giải đấu | Giải đấu     | FA Cup  | FA Cup       | Tổng cộng | Tổng cộng    |
| Vị trí | Tên                 | Số trận  | Số bàn thắng | Số trận | Số bàn thắng | Số trận   | Số bàn thắng |
| ------ | ------------------- | -------- | ------------ | ------- | ------------ | --------- | ------------ |
| TM     | Harry Moger         | 27       | 0            | 4       | 0            | 31        | 0            |
| TM     | Bob Valentine       | 8        | 0            | 0       | 0            | 8         | 0            |
| TM     | Archie Montgomery   | 3        | 0            | 0       | 0            | 3         | 0            |
| HV     | Tommy Blackstock    | 21       | 0            | 0       | 0            | 21        | 0            |
| HV     | Horace Blew         | 1        | 0            | 0       | 0            | 1         | 0            |
| HV     | Bob Bonthron        | 26       | 2            | 4       | 0            | 30        | 2            |
| HV     | Dick Holden         | 27       | 0            | 4       | 0            | 31        | 0            |
| TV     | Alex Bell           | 36       | 2            | 4       | 0            | 40        | 2            |
| TV     | Alex Downie         | 34       | 0            | 4       | 1            | 38        | 1            |
| TV     | Dick Duckworth      | 10       | 0            | 0       | 0            | 10        | 0            |
| TV     | Charlie Roberts (c) | 34       | 4            | 4       | 0            | 38        | 4            |
| TĐ     | Jack Allan          | 5        | 5            | 1       | 1            | 6         | 6            |
| TĐ     | Tommy Arkesden      | 7        | 0            | 0       | 0            | 7         | 0            |
| TĐ     | Clem Beddow         | 21       | 11           | 1       | 0            | 22        | 11           |
| TĐ     | Bernard Donaghy     | 3        | 0            | 0       | 0            | 3         | 0            |
| TĐ     | Jimmy Dyer          | 1        | 0            | 0       | 0            | 1         | 0            |
| TĐ     | George Lyons        | 2        | 0            | 0       | 0            | 2         | 0            |
| TĐ     | Jack Peddie         | 34       | 18           | 3       | 2            | 37        | 20           |
| TĐ     | Jack Picken         | 33       | 20           | 4       | 5            | 37        | 25           |
| TĐ     | Alex Robertson      | 1        | 0            | 0       | 0            | 1         | 0            |
| TĐ     | Charlie Sagar       | 20       | 16           | 3       | 4            | 23        | 20           |
| TĐ     | Alf Schofield       | 23       | 4            | 4       | 0            | 27        | 4            |
| TĐ     | George Wall         | 6        | 3            | 0       | 0            | 6         | 3            |
| TĐ     | Harry Williams      | 10       | 1            | 2       | 1            | 12        | 2            |
| TĐ     | Dick Wombwell       | 25       | 2            | 2       | 0            | 27        | 2            |